# .sh
.sh là tên miền quốc gia cấp cao nhất (ccTLD) của Saint Helena. Đăng ký tên miền quốc tế hóa cũng được chấp thuận (xem chi tiết Lưu trữ ngày 25 tháng 9 năm 2014 tại Wayback Machine).